# 다마이 리쿠토
다마이 리쿠토(일본어: 玉井陸斗, 2006년 9월 11일 ~ )는 일본의 다이빙 선수이다.
2019년 4월, 역대 최연소 국내 실내 다이빙 챔피언이 되었다. 같은 해 9월에는 최연소 국내 다이빙 챔피언이 되었다.
2020년 도쿄 하계 올림픽에 출전한 일본 최연소 선수 중 한 명이었다.
2024년 하계 올림픽에서 타마이는 남자 10m 플랫폼 종목에서 507.65점으로 은메달을 획득했다. 이는 일본 다이빙 부문 최초의 올림픽 메달이었다.